# Nesticella ducke
Nesticella ducke là một loài nhện trong họ Nesticidae.
Loài này thuộc chi Nesticella. Nesticella ducke được miêu tả năm 2007 bởi Rodrigues & Buckup.